# Johannes Michael Aarts

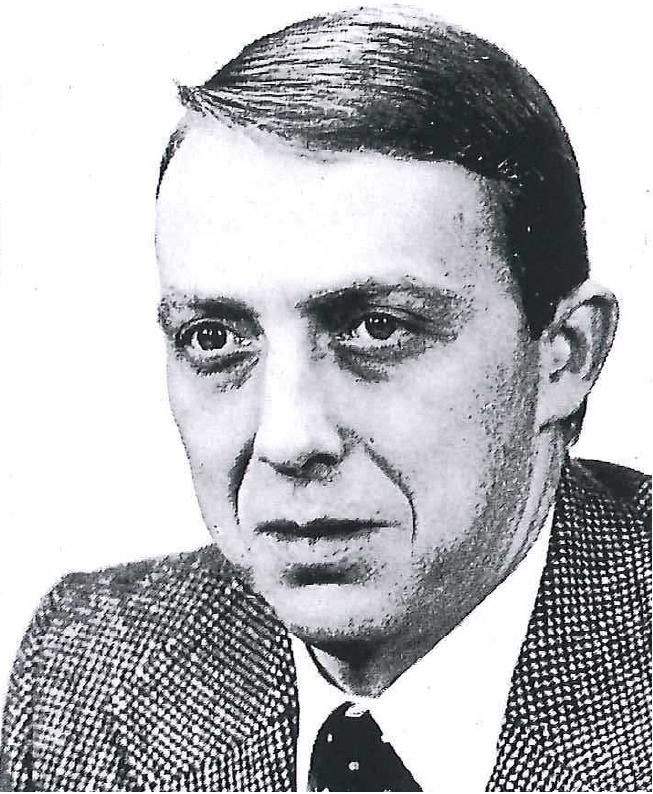
Jan Aarts in 1973

Johannes Michael (Jan) Aarts (Sittard, 17 april 1938 - Delft, 14 juni 2018) was een Nederlandse wiskundige die bekend is geworden vanwege zijn bijdragen aan topologie, dynamische systemen en geschiedenis van de wiskunde. Hij was een actief popularisator van wiskunde en erelid/erevoorzitter van de studievereniging Christiaan Huygens.

## Loopbaan
Jan Aarts groeide op in Sittard in een onderwijzersgezin als jongste van acht kinderen. Hij studeerde wiskunde aan de Universiteit van Amsterdam en behaalde in 1963 zijn doctoraaldiploma cum laude. In 1966 promoveerde hij, onder begeleiding van Han de Groot, aan dezelfde universiteit in de topologie met de dissertatie Dimension and Deficiency in Topology. Na zijn promotie had hij een postdoc positie aan het Massachusetts Institute of Technology. In 1967 werd hij benoemd tot lector en in 1973 werd hij benoemd tot hoogleraar aan de Technische Universiteit Delft, waar hij niet alleen veel wetenschappelijk maar ook veel bestuurlijk werk heeft verricht. Hij was onder meer voorzitter van de vakgroep algemene wiskunde, opleidingsdirecteur, decaan en conrector.

### Werk
Jan Aarts was in diverse gebieden van de wiskunde actief, als onderzoeker maar ook als schrijver van leerboeken over meetkunde en complexe analyse. Zijn bekendste en meest geciteerde artikel, over de karakterisering van de Julia verzameling van de exponentiële familie, verscheen in 1993 en schreef hij samen met Lex Oversteegen. Hij is de bedenker van matchbox manifolds, een generalisatie van laminaties. Met Togo Nishiura schreef hij een monografie over topologische inductieve invarianten. Later werkte hij aan de geschiedenis en de popularisering van de wiskunde. In totaal schreef Jan Aarts meer dan zeventig wetenschappelijke artikelen.

## Overleden
Aarts overleed op 80-jarige leeftijd in Delft, aldus een familiebericht in de Volkskrant van zaterdag 23 juni 2018.

## Boeken
1. Completeness properties designed for recognizing Baire spaces, J. M. Aarts, D. J. Lutzer, Dissertationes Mathematicae 116, Warsaw 1974.
2. Dimension and Extensions, J.M. Aarts,T. Nishiura, North-Holland, 1993, ISBN 0-444-89740-2.
3. Complexe Functies, J.M. Aarts, Epsilon Uitgaven deel 20, 4e druk 2016, ISBN 978-90-5041-027-4.
4. Meetkunde, J.M. Aarts, Epsilon Uitgaven deel 47, 2e druk 2007, ISBN 978-90-5041-060-1.. Engelse vertaling: Plane and Solid Geometry, Springer Universitext, 2008, ISBN 978-0-387-78240-9.
5. Topologie door zien, J.M. Aarts, Epsilon Uitgaven deel 68, 1e druk 2010, ISBN 978-90-5041-121-9.
6. Jan de Witt’s Elementa Curvarum Linearum, A.W. Grootendorst, J. Aarts, M. Bakker, R. Erné (eds), Springer Sources and Studies in the History of Mathematics and Physical Sciences, 2010,  ISBN 978-0-85729-141-7.
7. Christiaan Huygens, het slingeruurwerk, J.M. Aarts, Epsilon Uitgaven deel 80, 1e druk 2015, ISBN 978-90-5041-151-6.
8. Een verkenning van krommen, J.M. Aarts en S. Garst, Epsilon Uitgaven, Zebra reeks 49, 1e druk 2017, ISBN 978-90-5041-162-2.

- Bibliothèque nationale de France: cb12428547h (data)
- CiNii: DA07231169
- Gemeinsame Normdatei: 1077023162
- International Standard Name Identifier: 0000 0001 1665 3581
- Library of Congress Control Number: n90616530
- Mathematics Genealogy Project: 37238
- NARCIS: PRS1235045
- Nationale Bibliotheek van Tsjechië: uk20231174585
- Nationale Bibliotheek van Israël: 987007436743105171
- Nationale Bibliotheek van Polen: a0000001677009
- Nederlandse Thesaurus van Auteursnamen: 072326301
- Système universitaire de documentation: 129758299
- Virtual International Authority File: 69020897
- WorldCat: E39PBJtcGyGHQRPBkyVmqypHG3